# Théâtre d'État de Salzbourg
Le Théâtre d’État de Salzbourg est un théâtre de Salzbourg en Autriche, classé monument historique. Il est un des lieux centraux durant le festival de Salzbourg.

## Historique
L'ouverture officielle date de 1775. Quant à l'architecture actuelle, elle date de 1893 et est l'œuvre des architectes Fellner et Helmer.
Actuellement, son directeur théâtral est Carl Philip Von Maldeghem et son directeur musical est Leslie Suganandarajah.
En 2020, le théâtre d’État de Salzbourg a commandé un opéra à Alma Deutscher, alors âgée de 14 ans.